# Hoher Gleirsch
Hoher Gleirsch är en bergstopp i Österrike.   Den ligger i distriktet Innsbruck Stadt och förbundslandet Tyrolen, i den västra delen av landet, 400 km väster om huvudstaden Wien. Toppen på Hoher Gleirsch är 2 492 meter över havet.
Terrängen runt Hoher Gleirsch är huvudsakligen bergig. Runt Hoher Gleirsch är det ganska tätbefolkat, med 166 invånare per kvadratkilometer.. Närmaste större samhälle är Innsbruck, 10,3 km söder om Hoher Gleirsch. 
Trakten runt Hoher Gleirsch består i huvudsak av gräsmarker.